# Porto-Novo I
Porto-Novo I è un arrondissement del Benin situato nella città di Porto-Novo (dipartimento di Ouémé) con 38.726 abitanti (dato 2006).